# Cotinga pit-roja
La cotinga pit-roja (Pipreola frontalis) és un ocell de la família dels cotíngids (Cotingidae).

## Hàbitat i distribució
Habita els boscos dels Andes des del nord de l'Equador fins al nord del Perú i des del centre del Perú fins al centre de Bolívia.

## Taxonomia
Alguns autors consideren que la població septentrional és en realitat una espècie diferent:
- Pipreola squamipectus (Chapman, 1925) - cotinga de pit escatós[3]